# یواس‌اس ال‌اس‌ام
یواس‌اس ال‌اس‌ام ممکن است به یکی از موارد زیر اشاره داشته باشد:
- یواس‌اس ال‌اس‌ام (آر)-۱۸۸
- یواس‌اس ال‌اس‌ام (آر)-۱۸۹
- یواس‌اس ال‌اس‌ام (آر)-۱۹۰
- یواس‌اس ال‌اس‌ام (آر)-۱۹۱
- یواس‌اس ال‌اس‌ام (آر)-۱۹۲
- یواس‌اس ال‌اس‌ام (آر)-۱۹۳
- یواس‌اس ال‌اس‌ام (آر)-۱۹۴
- یواس‌اس ال‌اس‌ام (آر)-۱۹۵
- یواس‌اس ال‌اس‌ام (آر)-۱۹۶
- یواس‌اس ال‌اس‌ام (آر)-۱۹۷
- یواس‌اس ال‌اس‌ام (آر)-۱۹۸
- یواس‌اس ال‌اس‌ام (آر)-۱۹۹
- یواس‌اس ال‌اس‌ام (آر)-۵۱۹